# Cynoglossus feldmanni
Cynoglossus feldmanni es una especie de pez de la familia Cynoglossidae en el orden de los Pleuronectiformes.

## Distribución geográfica
Se encuentran en las  costas de Borneo, Sumatra y Camboya.